# Velika Daljegošta
Velika Daljegošta (cyr. Велика Даљегошта) – wieś w Bośni i Hercegowinie, w Republice Serbskiej, w gminie Srebrenica. W 2013 roku liczyła 64 mieszkańców.